# Morristown, Minnesota
Morristown là một thành phố thuộc quận Rice, tiểu bang Minnesota, Hoa Kỳ. Năm 2010, dân số của thành phố này là 987 người.

## Dân số
- Dân số năm 2000: 981 người.
- Dân số năm 2010: 987 người.